# 谭友林
谭友林（1916年—2006年），湖北江陵人，中华人民共和国政治人物、中国人民解放军开国少将。

## 生平
1930年，加入中国工农红军，参加长征。
1941年4月入延安中央党校学习。
抗战胜利后随中央党校干部队奔赴东北。1945年11月16日被任命为东北人民自治军松江军区哈北军分区（第4军分区）司令员。1946年1月，松江军区独立第一旅（原359旅）兼哈北军分区，谭友林任副旅长兼分区副司令员。率部投入剿匪作战。1946年9月任合江军区剿匪指挥部副总指挥（贺晋年为总指挥）。1946年任合江军区第1（勃利）军分区副司令员。1947年1月任合江军区第1（勃利）军分区司令员。1947年9月，调任东北民主联军独立第2师政委。1948年2月升级编为东北人民解放军第十二纵队第34师政委。1948年11月改称第四十九军145师政委。解放天津后，升任第四十九军副军长兼第145师师长。
中华人民共和国成立后，担任中国人民解放军第39军副军长，率部参加朝鲜战争，后授少将军衔。1975年，担任新疆军区副司令员、1977年，任新疆军区副政委。1979年，改乌鲁木齐军区副政委、政委。